# Gándara (Buenos Aires)

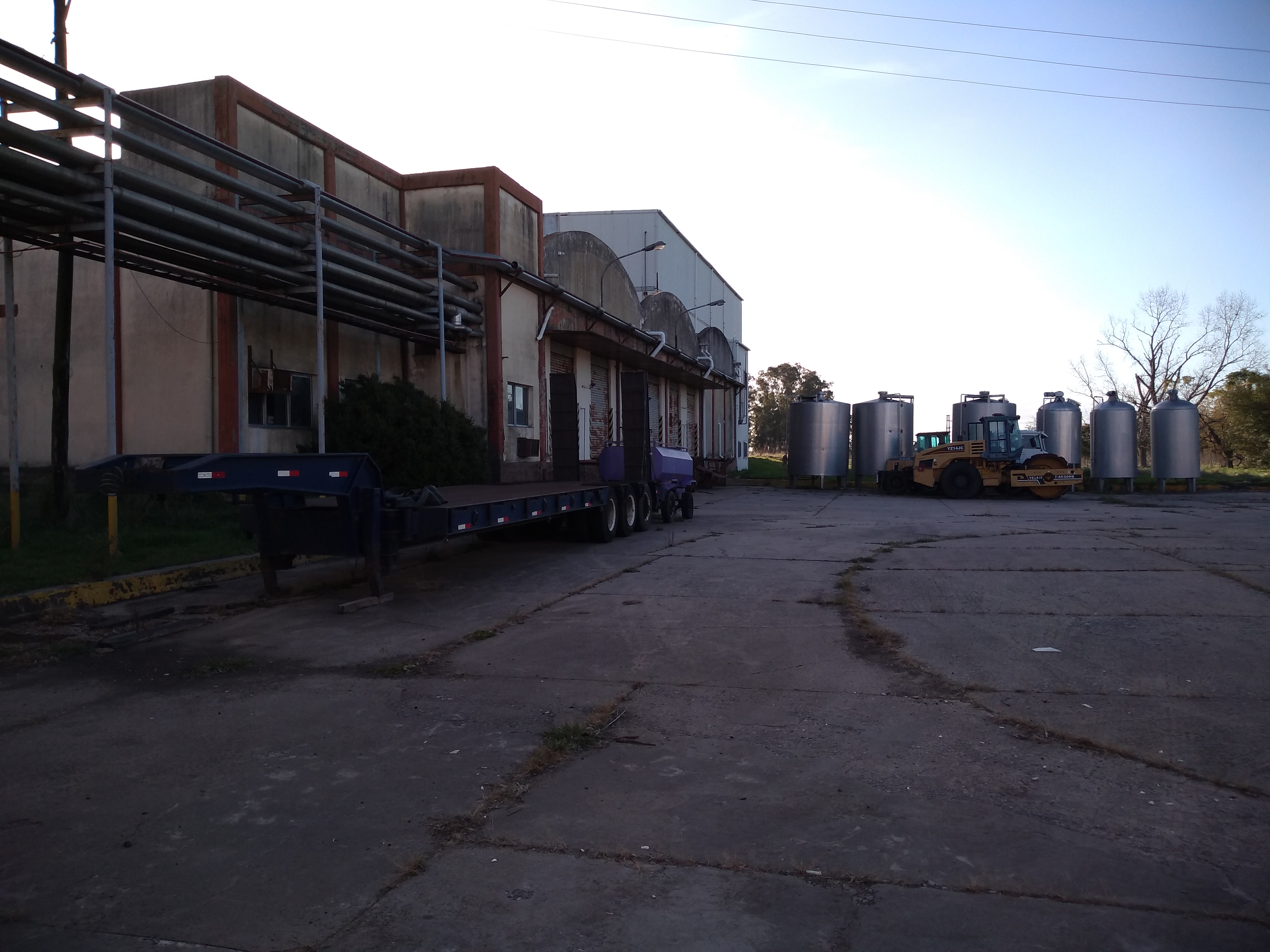
Planta láctea en la actualidad.

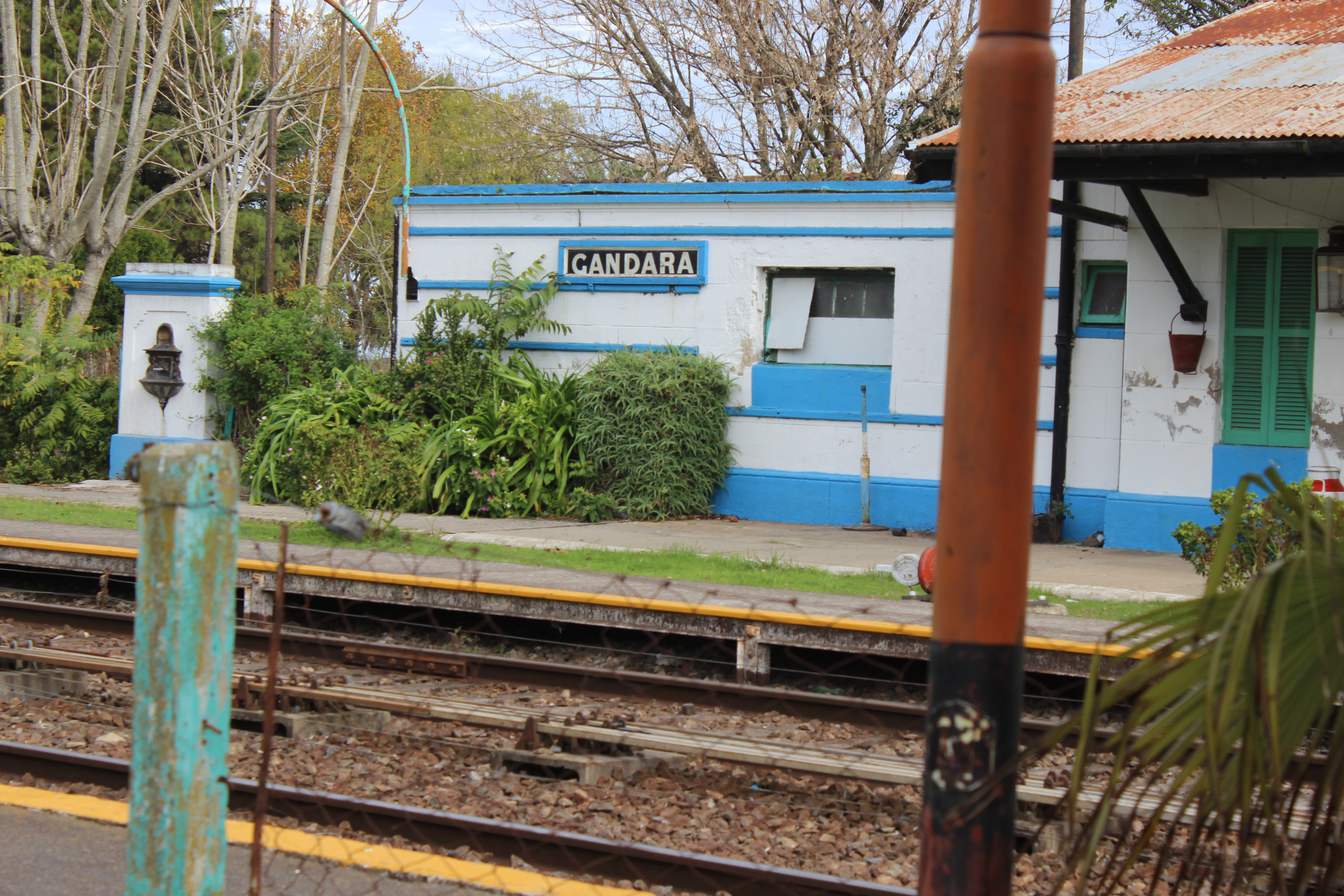
Estación Gándara.

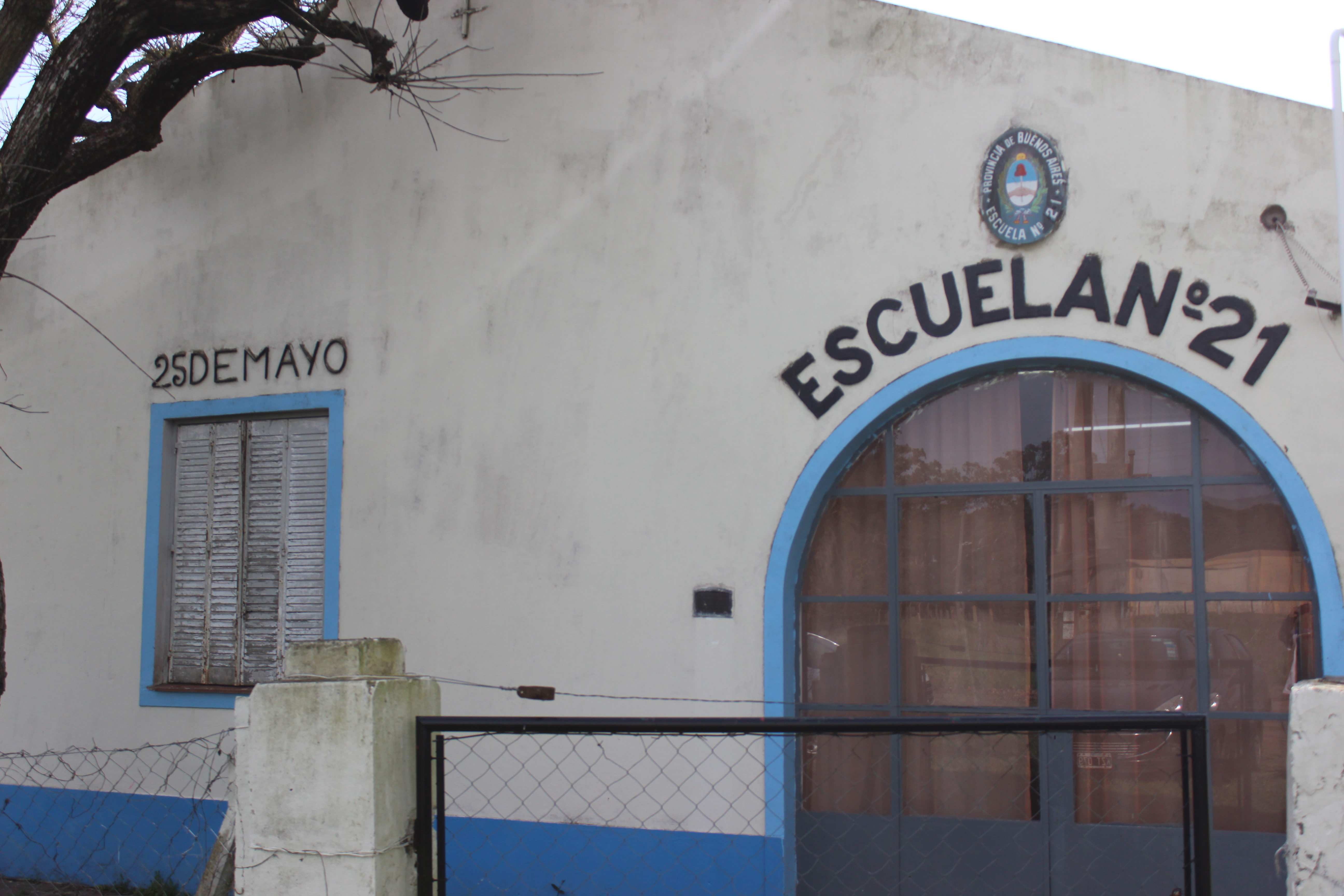
EP 21 "25 de Mayo"

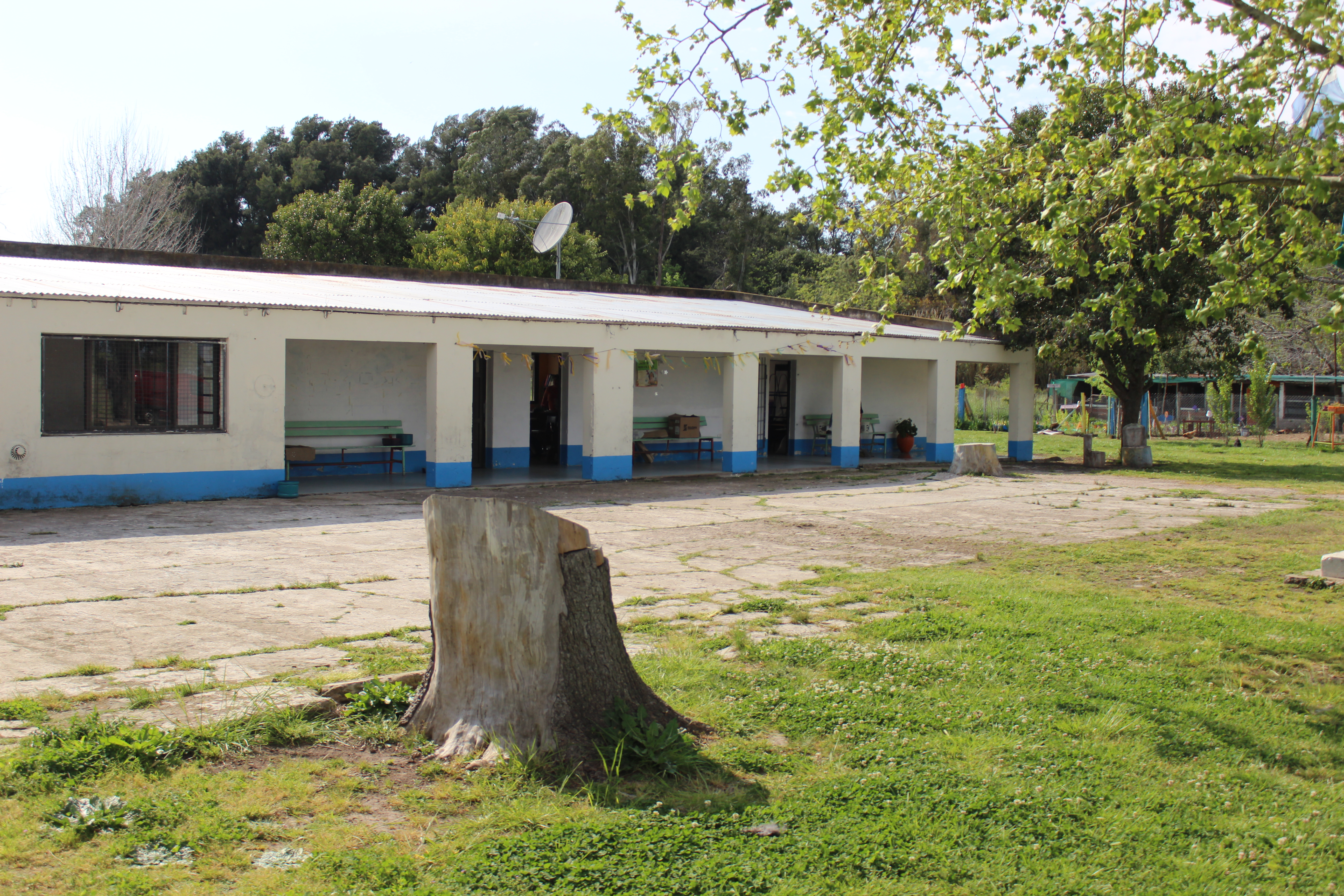
EP 21 "25 de Mayo"

Gándara es un paraje rural del partido de Chascomús, dentro de la Provincia de Buenos Aires, Argentina.
Se encuentra a la vera de la Autovía 2 que conecta la ciudad de Buenos Aires con Mar del Plata.
Gándara fue un paraje especial durante varias décadas debido a la existencia de la planta láctea del mismo nombre. La producción, el ingreso y egreso de productos por diferentes vías y el movimiento de personas hacían del paraje un lugar productivo y próspero.
Decenas de familias llegaron a convivir y cientos de personas llegaban a diario para trabajar, comerciar o visitar el lugar. Con el cese de la producción de la fábrica y el cierre se vio reducida la actividad social y económica de Gándara y disminuyó la población ya que vivían operarios, empleados y personas que comercializaban con estos.
La falta del trabajo y de posibilidades de comerciar han producido el abandono del lugar de sus pobladores en búsqueda de nuevas oportunidades quedando la estación, la Escuela Número 21 “25 de mayo” y algunas viviendas en funcionamiento.
Actualmente se estima que en la zona habitan 10 personas, luego de todo lo que sucedió en dicho pueblo la zona quedó muy abandonada por sus habitantes, esto provocó que esta misma se viera abandonada en ciertas partes de la localidad.

## Población
Durante los censos nacionales del INDEC de 2001 y 2010 fue considerada como población rural dispersa.